# Enrico Mainardi
Enrico Mainardi (né le 19 mai 1897 à Milan et mort le 10 avril 1976 à Munich) est un violoncelliste, professeur, compositeur et chef d'orchestre italien. 

## Biographie
Enrico Mainardi étudie la musique au conservatoire de musique de Milan. Dès l'âge de treize ans, en 1910, Enrico Mainardi commence une carrière comme violoncelliste virtuose et fait le tour des salles de concert de l'Europe.
Par la suite il devient professeur de musique à l'université des arts de Berlin, puis à l'Académie nationale de Sainte-Cécile de Rome. Il enseigne également la musique durant les périodes estivales à Lucerne et Salzbourg.
Il joue en trio avec le pianiste Edwin Fischer et le violoniste Georg Kulenkampff. Ce dernier est remplacé, après sa mort, dans ce trio par Wolfgang Schneiderhan, ainsi qu'en duo formé avec Carlo Zecchi.
En tant que compositeur, il travaille pour un « concerto pour deux violoncelles » et une composition musicale pour une musique de chambre.
Enrico Mainardi dirigea l'orchestre philharmonique George Enescu à l'Athénée roumain de Bucarest.

## Œuvres
- 1923-1953 : Six Études transcendantales (1923 - 1953)
- 1951 : Quatuor
- 1962 : Sonate pour violoncelle presque fantastique
- 1966 : Concerto pour violoncelle et cordes